# باريمة (تشلاو)
باریمة (بالفارسية: پاریمه) هي قرية تقع في إيران في مازندران. يقدر عدد سكانها بـ 107 نسمة بحسب إحصاء 2016.